# Света Ема
Света Ема (словен. Sveta Ema) — поселення в общині Подчетртек, Савинський регіон, Словенія. Висота над рівнем моря: 316 м.